# イソトレチノイン
国際一般名でイソトレチノイン（英: isotretinoin）は、13-シスレチノイン酸（英: 13-cis-Retinoic Acid）とも呼ばれ、主に尋常性痤瘡（ニキビ）の治療で使用される。日本では未承認医薬品。海外では経口製剤をアキュテイン（Accutane）またはロアキュテイン（Roaccutane）としてロシュが販売している。
2012年の欧州の痤瘡治療ガイドラインにおいて、重度の丘疹膿疱性痤瘡と中程度以上の結節性痤瘡に勧告強度・高で推奨されている。2016年の米国のガイドラインにおいて、従来通り勧告強度・Aで推奨されている。中程度の痤瘡への低用量の治療も勧告強度・Aで推奨されている。2007年のフランスのガイドラインにおいて、イソトレチノインを使用できない場合に限定し、病院の医師によるミノサイクリン治療を認めている。
米国における痤瘡治療薬のシェアは、イソトレチノインが65.2%、ドロスピレノンが9.4%、ミノサイクリンが7.0%、ドキシサイクリンが2.1%、などとなっている。
イソトレチノイン内服治療の前に、抗生物質内服を長期間試行するケースが多い。しかし、近年では抗生物質内服の有害性についても議論があり、イソトレチノイン内服治療に移行するかを早期に判断すべきとの意見がある。

## 用量
通常は0.5-1.0mg/kgを1日1回服用する。重症の場合は2mg/kgまで使用する。殆どのケースは標準的な12-16週の治療期間で大幅な改善がみられる。総摂取量120-150mg/kgが関係する。治療効果は通常8-10ヶ月間持続する。延長して治療を行う場合もあるが殆どのケースは標準治療期間で改善する。90%の患者は総摂取量150mg/kgでより良い治療成果がみられる。
通常は20mg/日から開始し、その日の最大の食事と一緒に服薬する。2-3ヶ月後に40mg/日に増量することもある。副作用が許容できれば60mg/日まで増量することもある。
毎日20mg群(A)と隔日20mg群(B)の比較では、24週目の改善率は両群でほぼ100%であった。8週頃まではA群の改善率が良好であった。別の研究でも、8週目までは高用量を使用し、以後は低用量で維持できると結論付けている。軽度の痤瘡へイソトレチノイン内服治療は安全な選択肢と考えられる。

## 薬物動態
12-15歳が80mgを反復摂取したときの最高血中濃度 (Cmax) は約730ng/mLで、血中濃度半減 (T1/2) は約15.5時間とされる。血漿タンパク質の結合率は99.9%であり、主にアルブミンとの結合である。

## 副作用
先天性欠損、流産、胎児死亡、早期出産を引き起こす可能性がある。
うつ病、精神病、稀に自殺念慮、自殺未遂、自殺既遂、焦燥、暴力行為。脳圧亢進、それによる永久的な視力の喪失、稀に死亡。
頭痛、視界不良、目眩、吐き気、嘔吐、痙攣発作、頻脈、皮膚障害、皮膚発疹（一部患者で深刻な）、肝臓・膵臓・腸・食道の損傷、重度の胸・胃・腸の痛み、嚥下障害、胸焼け、下痢、直腸出血、皮膚や目の黄変、褐色尿、骨・筋肉・靭帯の障害、背中の痛み、関節痛、骨折、耳鳴り、聴力喪失（永続的な場合も）、視力障害（永続的な場合も）、血中脂肪・コレステロールの上昇（深刻な場合も）、血糖値の問題、深刻なアレルギー反応（蕁麻疹、顔や口の腫れ、呼吸困難、発熱、発疹、あざ）、赤血球・白血球の減少、鼻血、乾燥した鼻、乾燥肌、乾燥した唇、喉の渇き、ドライアイ。
これらはイソトレチノイン内服中に発生した有害事象の報告であり、必ずしも因果関係が否定できない副作用とされてはいない。
アメリカ食品医薬品局 (FDA) の有害事象報告システム (AERS) では、炎症性腸疾患 (IBD) の報告が最も多かった。3-6位は、潰瘍性大腸炎、クローン病、過敏性腸症候群などの消化器系障害が占めている。2位はうつ病、9位は自殺念慮、10位は不安であった。
米国皮膚科医へ電子メールで匿名アンケート調査を行った結果、回答した皮膚科医の37%はイソトレチノインが精神障害を引き起こすと考えていた。回答した皮膚科医の2.7%は炎症性腸疾患（潰瘍性大腸炎とクローン病）とイソトレチノインに関係があると考えていた。

### 外科処置の禁忌
6-12か月以内にイソトレチノイン内服薬を使用していた場合瘢痕化や治癒の遅延を生じやすいとして、その際には処置（レーザーなども含め）が推奨できないとして広く実践されているが、この件について米国皮膚科学会第74回年次総会を通じて、各専門家（皮膚外科、美容皮膚、小児皮膚、創傷、ざ瘡、イソトレチノン）が審査を行った。その結果、完全除去のレーザーと機器による皮膚切除は文献の裏付けがあり推奨できないが、手作業の皮膚切除、浅いケミカルピーリング、皮膚手術、レーザー脱毛、およびフラクショナル切除レーザーと非切除型レーザー処置では証拠はなかった。

## 催奇性
子宮内で曝露された子供の20-35%が先天性欠損、30-60%が神経認知障害と報告されている。
女性はイソトレチノイン内服治療中と治療前後1ヶ月間は妊娠してはならないとされている。禁欲もしくは避妊が必須である。イソトレチノイン内服治療中の妊娠は、一般的に中絶するよう助言されている。イソトレチノイン内服は男性の生殖には影響がないとされている。
男性の生殖能力は向上する。それはホルモン濃度の有意な変化を伴っていなかった。
米国内で1982-2003年の間に2,000人以上の女性がイソトレチノインを服用しながら妊娠し、そのほとんどが中絶か流産であったとされる。先天性欠損の子供がおよそ160人生まれたとされる。1996-2011年のカナダ4州では、全ての妊娠（1,473）の9割が中絶や流産、出生した者の1割が先天性奇形であった。サリドマイドと並んで深刻な催奇性を引き起こす可能性があるとされ、水頭症、小頭症、口蓋裂、精神遅滞、心臓の問題などを引き起こすとされる。
北米では、小児の薬物有害反応の報告が最も多かったのは、注意欠陥・多動性障害 (ADHD) の治療薬とイソトレチノインであった。北米は、死亡や重大な報告の割合が最も多かった。

## 精神疾患との因果関係（論争）
厚生労働省は『イソトレチノインは、重大な精神症状（うつ・自殺など）の副作用を生じることがある。』と注意喚起しているが、2017年にアメリカ皮膚科学会雑誌に掲載されたメタアナリシスとシステマティックレビューでは『痤瘡（ニキビ）に対するイソトレチノイン治療は、うつ病のリスク増加と関連しているようには見えない。痤瘡の治療は抑うつ症状を改善するようである。』と結論付けられている。

## 炎症性腸疾患（IBD）
2009年、ロシュは元アキュテイン使用者による炎症性腸疾患 (IBD)のクレームで数百万ドルの損害を受け、米国市場からアキュテインを撤退させた。しかしアメリカ食品医薬品局 (FDA) へのIBDの有害事象報告は、大半が弁護士報告であったことが明らかとなり、弁護士主導によって歪曲されていることが指摘された。イソトレチノインによるIBDのリスク増大はメタアナリシスでは関連付けられていない。
2010年、米国の俳優 James Marshall が、ロシュに対し損害賠償1,100万ドル（約11億円）を請求する訴訟を起こした。
先行して長期使用するケースが多いドキシサイクリンによるIBDのハザード比は 1.63（95%CI: 1.05 - 2.52）、クローン病 (CD) のハザード比は 2.25（95%CI: 1.27 - 4.00）であった。テトラサイクリン系、特にドキシサイクリンがIBD（特にCD）と関連を示していた。結論として、他のニキビ治療薬によるIBDリスクを評価する際は、以前のドキシサイクリン曝露による潜在的な交絡を考慮するべきである。